# C. N. R. Rao
Chintamani Nagesa Ramachandra Rao, známý také jako C. N. R. Rao (* 30. června 1934 Bengalúr) je indický chemik. Po přelomu tisíciletí se uchytil jako vedoucí Vědecké rady indického předsedy vlády. C. N. R. Rao má čestné doktoráty z 60 univerzit po celém světě a je autorem asi 1600 výzkumných publikací a 51 knih. Dne 4. února 2014 mu byla prezidentem Pranabem Mukherdžím udělena cena Bharat Ratna (indické nejvyšší civilní ocenění).

## Mládí
C. N. R. Rao se narodil v Bengalúru. Jeho matka se jmenovala Nagesa Rao a otec Nagamma Nagesa Rao, on byl jejich jediným dítětem. I proto mu rodiče věnovali hodně péče a vytvořili pro něj doma akademické prostředí. Do normální školy nechodil, rodiče ho vzdělávali doma. Jeho matka byla odbornicí na aritmetiku a hindskou literaturu, ve které se díky tomu C. N. R. Rao dobře orientoval od raného věku. Na střední školu nastoupil v roce 1940 – když mu bylo 6 let. Přestože byl nejmladší, doučoval své spolužáky matematiku a angličtinu, ve které exceloval, protože na něj otec záměrně mluvil pouze anglicky. Nejvíc ho ale bavila chemie. Maturitní zkoušku složil v roce 1947. Bakalářský titul získal na Mysore University v roce 1951, bylo mu tehdy sedmnáct let. Zpočátku uvažoval o nastoupení na IISC (Indian Institute of Science, Indický institut věd), kde chtěl získat diplom z chemického inženýrství, ale jeho učitel ho přesvědčil, aby raději šel na jinou školu. Tou se stala BHU (Banaras Hindu University). O dva roky později tam získal magisterský titul. V roce 1953 mu bylo nabídnuto stipendium na PhD na prestižní škole IIT (Indian Institut of technology, Indický technologický institut). Finanční podporu mu však nabídly také čtyři zahraniční univerzity. C. N. R. Rao tedy odjel do Ameriky a studoval na Purdueově univerzitě. Tam publikoval svůj první odborný text, stalo se to roku 1954. Doktorát získal v roce 1958.

## Profesní život
C. N. R. Rao je jedním z předních světových chemiků, věnuje se hlavně pevným látkám a minerálům. Víc než padesát let přispíval svými výzkumy do obou oborů. Také významně přispěl do oblasti zkoumání oxidace kovů. Byl jedním z prvních vědců, kteří syntetizovali dvoudimenzionální oxidující materiály, jako je La2CuO4. Jeho studie měla v praxi velký dopad. Po čase se začal věnovat i nanomateriálům.
Po absolvování postgraduálního studia se C. N. R. Rao vrátil do Bengalúru, aby nastoupil jako lektor na IISC a připojil se do nezávislého výzkumného programu. Od roku 1963 do roku 1976 také působil jako profesor na katedře chemie na IIT v Kánpuru. V roce 1964 byl zvolen členem Indické akademie věd. V roce 1976 se vrátil do IISC, kde se ponořil do zkoumání strukturální chemie. Od roku 1984 do roku 1994 byl dokonce ředitelem tohoto institutu. V různých bodech své kariéry přijímal i jmenování hostujícím profesorem na velkých zahraničních univerzitách, jako je Purdueova univerzita, Oxford, Cambridge, Santa Barbara nebo třeba Kalifornské univerzita. V lednu 2005 byl jmenován předsedou Vědecké rady indického předsedy vlády. (Tuto pozici zastával již mezi lety 1985 a 1989.) V roce 2018 byl profesorem národního výzkumu a čestným prezidentem Centra pro pokročilý vědecký výzkum Jawaharlal Nehru v Bengalúru. Zároveň dělal ředitele ICMS (International Centre for Materials Science, Mezinárodního centra pro materiálové vědy).

## Soukromý život
C. N. R. Rao se v roce 1960 oženil se ženou jménem Indumati. Záhy přišly na svět jejich dvě děti: syn Sanjay a dcera Suchitra. Sanjay Rao se zabývá popularizací vědy v bangalúrských školách. Suchitra se provdala za ředitele IISER (Indian Institute for Science and Education, Indického institutu pro vědu a vzdělávání).
C. N. R. Rao od raného věku trpěl technofobií a ani v osmdesáti letech nekontroloval svoje e-maily osobně. Sám uvedl, že telefon používá pouze ke komunikaci se svou ženou.